# Artemi Ukomsky
Artemi Aleksandrovich Ukomsky (tiếng Nga: Артемий Александрович Укомский; sinh ngày 29 tháng 4 năm 1998) là một cầu thủ bóng đá người Nga thi đấu cho FSK Dolgoprudny.

## Sự nghiệp câu lạc bộ
Anh có màn ra mắt tại Giải bóng đá chuyên nghiệp quốc gia Nga cho FSK Dolgoprudny vào ngày 3 tháng 4 năm 2018 trong trận đấu với FC Chertanovo Moskva.